# Irmhild Boßdorf

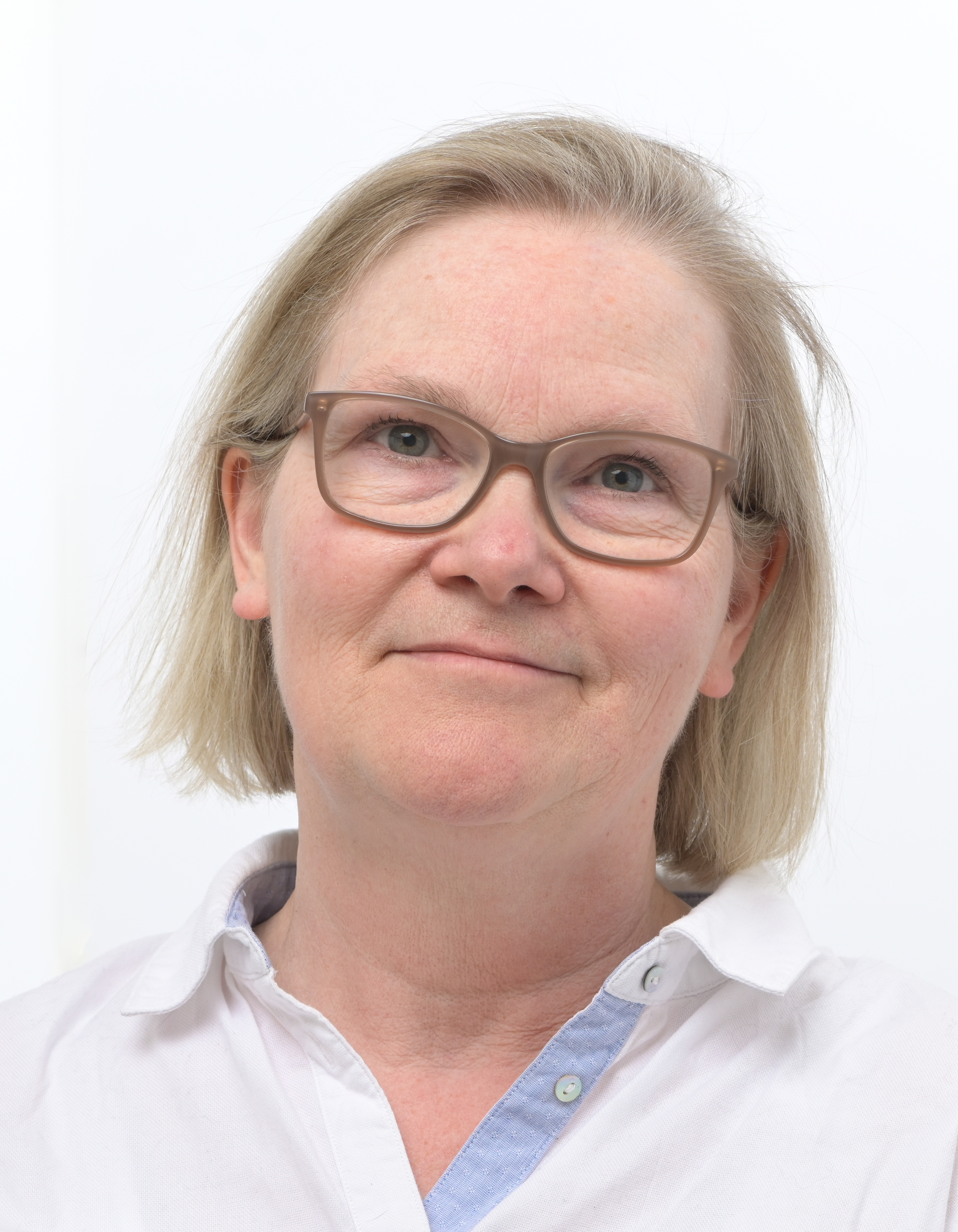
Irmhild Boßdorf (2024)

Irmhild Boßdorf (* 14. Januar 1967 in Mechelen, Belgien, als Irmhild Deschner) ist eine deutsche Politikerin (AfD) und seit 2024 Mitglied des Europäischen Parlaments. Dort ist sie stellvertretende Leiterin der AfD-Delegation. 

## Leben
Boßdorf ist die Tochter des Historikers und neurechten Journalisten Günther Deschner. In ihrer Jugend war sie in der Gemeinschaft Junges Ostpreußen, der Jugendorganisation der Landsmannschaft Ostpreußen, aktiv. Sie studierte Geschichte, Politikwissenschaft und Staatsrecht an der Friedrich-Alexander-Universität Erlangen-Nürnberg und schloss 1992 ab. Anschließend arbeitete Boßdorf bis 1998 als Mitarbeiterin des CDU-Bundestagsabgeordneten Wolfgang Börnsen.
Boßdorf betätigt sich als Journalistin. Unter anderem interviewte sie 1999 für die Junge Freiheit den Kinderbuchautor Otfried Preußler und schrieb später einen Nachruf auf ihn. Sie interviewte 2000 Jutta Rüdiger, die ehemalige Reichsreferentin des Bundes Deutscher Mädel. Zudem war sie Besucherführerin im Haus der Geschichte. Das Museum verlängerte 2018 den Honorar-Vertrag aufgrund ihres AfD-Engagements nicht. Ab 2017 war sie Leiterin des Wahlkreisbüros des AfD-Bundestagsabgeordneten Rüdiger Lucassen, 2022 wurde sie Geschäftsführerin der AfD-Fraktion im Landschaftsverband Rheinland sowie Mitarbeiterin des Landtagsabgeordneten Carlo Clemens.
Bis zu dessen Tod 2020 war sie mit Peter Boßdorf, der als neurechter Publizist galt, verheiratet. Sie hat fünf Kinder und lebt in Königswinter. Ihre Tochter Reinhild Boßdorf war in der Identitären Bewegung (IB) sowie der IB-nahen Frauenorganisation Lukreta aktiv.

## Politik
Boßdorf trat 2016 in die Alternative für Deutschland ein. Sie ist stellvertretende Sprecherin des Kreisverbandes Rhein-Sieg und war zeitweise Pressesprecherin des AfD-Landesverbandes Nordrhein-Westfalen.
Im Juli 2023 wurde sie vom Bundesparteitag auf Platz 9 der AfD-Liste für die Europawahl 2024 gewählt. In ihrer Bewerbungsrede forderte sie eine „millionenfache Remigration“ sowie, dass die Deutschen den „menschengemachten Bevölkerungswandel“ fürchten sollten. Die AfD erhielt bei der Wahl am 9. Juni 15 Sitze, sodass Boßdorf in das Europäische Parlament gewählt wurde. Sie ist in der 10. Legislaturperiode (2024–2029) Mitglied im Ausschuss für regionale Entwicklung und im Ausschuss für die Rechte der Frauen und die Gleichstellung der Geschlechter. Außerdem ist sie stellvertretende Leiterin der AfD-Delegation. 
Sie gilt als Vertraute des AfD-Bundestagsabgeordneten Matthias Helferich und unterhält Kontakte zur separatistischen und rechtspopulistischen flämischen Partei Vlaams Belang.